# Кравиш, Дэвид
Дэвид Джеффри Кравиш (англ. David Jeffrey Kravish; род. 12 сентября 1992, Джолиет, штат Иллинойс, США) — американский и болгарский профессиональный баскетболист, играющий на позиции центрового.

## Карьера
Кравиш провёл 4 года в университете Калифорнии, выступая за местную студенческую команду в NCAA. Дэвид закончил обучение дипломированным специалистом в области интегративной биологии и всерьёз выбирал между медициной и карьерой профессионального баскетболиста.
После окончания учебы Кравиш попытался пробиться в НБА и начал свой путь с Летней лиги НБА. Дэвиду дал шанс «Голден Стэйт Уорриорз», в составе которых он провёл 4 матча и набирал 3,3 очка и 2,5 подбора.
Профессиональную карьеру Кравиш начал в Европе, подписавшись на год с финской «Нокиа».
В сезоне 2016/2017 Кравиш выступал в составе «Чарни». В чемпионате Польши Дэвид провёл 41 игру, набирая в среднем 12,9 очка и 8,1 подбора.
В июле 2017 года стал игроком «Цмоки-Минск». В Единой лиге ВТБ Дэвид набирал 12,1 очка в среднем за матч, а также вошёл в тройку лучших игроков чемпионата по подборам (7,5), блок-шотам (1,3) и став 4-м по эффективности (18,2). В 14 играх Кубка Европы ФИБА продемонстрировав среднюю статистику в 10,3 очка, 7,2 подбора, 1,6 передачи, 1,5 блок-шота и 0,8 перехвата.
В июне 2018 года Кравиш подписал контракт с «Автодором» по схеме «1+1». В 26 матчах Единой лиги ВТБ Дэвид в среднем набирал 12,3 очка и 7,9 подбора.
В августе 2019 года Кравиш воспользовался опцией выхода из контракта с «Автодором» и перешёл в «Манресу».
В августе 2020 года Кравиш продолжил карьеру в «Брозе». В чемпионата Германии Дэвид принял участие в 37 матчах и набирал 12,5 очка, 8 подборов и 2,2 передачи в среднем за игру. По итогам сезона Кравиш был признан «Самым эффективным игроком» турнира.
В августе 2021 года Кравиш стал игроком «Галатасарая».
В июне 2022 года Кравиш перешёл в «Уникаху».
В апреле 2023 года Кравиш продлил контракт с «Уникахой» по схеме «2+1».
В сезоне 2023/2024 Кравиш стал победителем Лиги чемпионов ФИБА и включён в первую символическую пятёрку турнира.

## Сборная Болгарии
В 2022 году Кравиш получил гражданство Болгарии и стал игроком сборной Болгарии.

## Достижения
- Победитель Лиги чемпионов ФИБА: 2023/2024
- Бронзовый призёр чемпионата Финляндии: 2015/2016